# 吳申梅
吳申梅（英語：Gigi Wu，1982年11月20日—），台灣台語女歌手、女演員。

## 生平
吳申梅1982年11月20日出生於臺北市，國立臺灣藝術大學中國音樂學系畢業。1997年以本名「吳蒂君」參加三立綜藝台《21世紀新人歌唱排行榜》校園組，1997年3月22日衛冕20關畢業，原本有機會在大旗唱片發行唱片，但在種種因素考慮之下，決定先完成學業。2011年參加三立台灣台《超級紅人榜》，雖衛冕失敗一次，但在2012年重新挑戰，2012年6月衛冕20關畢業並與喜歡音樂簽下唱片合約，2012年11月20日發行個人首張專輯。2013年以第一張專輯《思念無罪》入圍第24屆金曲獎最佳台語女歌手獎及最佳台語專輯獎。
由於唱片市場沒落，吳申梅與喜歡音樂約滿後遲遲沒有新的唱片約，爾後在歌壇幾乎消聲匿跡。在她絕望之時終於遇見經紀人陳莉莉。2017年12月27日發行睽違五年後的第二張台語專輯《咱攏要幸福》，更找來了蕭煌奇、蕭賀碩、戴佩妮等金曲獎常客共同製作；隔年憑藉此專輯入圍第29屆金曲獎最佳台語女歌手獎。

## 個人生活
2022年11月11日，宣布與從事科技業的圈外男友Eric登記結婚。

## 錄音室專輯

### 專輯
|   | 唱片公司 | 發行日     | 專輯名稱       | 曲目                                                                                                   |
| 1 | 喜歡音樂 | 2012年11月 | 《思念無罪》   | 歌名 1.手紙 2.思念無罪 3.走音的吉他 4.尾班車 5.水中魚 6.知啦知啦 7.一往情深 8.紡見 9.123開始 10.唱未刷 |
| 2 | 華納音樂 | 2017年12月 | 《咱攏要幸福》 | 歌名 1.咱攏要幸福 2.可愛戀花再會吧 3.媽媽麻吉 4.學伊學伊 5.愛的彼句話 6.下午的咖啡廳 7.歌              |
| 3 | 音圓唱片 | 2021年5月  | 《天燈》       | 歌名 01.天燈 02.彩色人生 03.由在你 04.千里夢相思 05.Samba Samba 06.錯誤的時間                          |

### 單曲
| 年份   | 歌名           | 備註                                     |
| ------ | -------------- | ---------------------------------------- |
| 2012年 | 〈魚〉         | Keywear奇威名品母親節主題曲              |
| 2024年 | 〈美麗的女人〉 | 三立五點檔《甘味人生》2020年重播版片尾曲 |
| 2025年 | 〈美麗的女人〉 | 電音版                                   |
| 2025年 | 〈愛的感覺〉   | 與陳孟賢合唱                             |

## 參與合唱其他歌手專輯歌曲
| 發行日 | 合唱歌曲       | 對唱歌手 | 專輯名稱       | 唱片公司 |
| ------ | -------------- | -------- | -------------- | -------- |
| 2016年 | 〈夢中的蝴蝶〉 | 江志豐   | 《夢中的蝴蝶》 | 乾坤影視 |

## 主題曲
| 年份   | 劇名                           | 種類   | 歌名                      |
| ------ | ------------------------------ | ------ | ------------------------- |
| 2012年 | 三立台灣好戲《阿爸的願望》     | 片頭曲 | 手紙                      |
| 2012年 | 三立台灣好戲《阿爸的願望》     | 插曲   | 思念無罪                  |
| 2012年 | 三立台灣好戲《阿爸的願望》     | 插曲   | 紡見                      |
| 2013年 | 三立台灣好戲《含笑食堂》       | 插曲   | 何日君再來                |
| 2016年 | 三立八點檔連續劇《甘味人生》   | 片頭曲 | 夢中的蝴蝶 （江志豐專輯） |
| 2021年 | 民視八點檔連續劇《多情城市》   | 片頭曲 | 天燈                      |
| 2021年 | 民視八點檔連續劇《黃金歲月》   | 片頭曲 | 彩色人生                  |
| 2021年 | 民視十點檔連續劇《新台灣奇案》 | 片頭曲 | 千里夢相思                |

## 戲劇作品

### 電視劇
| 年度   | 頻道       | 劇名               | 飾演   |
| ------ | ---------- | ------------------ | ------ |
| 2012年 | 三立台灣台 | 《阿爸的願望》     | 陳碧雲 |
| 2015年 | 三立都會台 | 《舞吧舞吧在一起》 | 林惠美 |

### 電影
| 上映日    | 劇名           | 飾演   |
| --------- | -------------- | ------ |
| 2014年1月 | 《鐵獅玉玲瓏》 | 吳申梅 |

## 獎項紀錄

### 金曲獎
| 年份   | 金曲獎       | 獎項             | 專輯名稱       | 唱片公司 | 結果 |
| ------ | ------------ | ---------------- | -------------- | -------- | ---- |
| 2013年 | 第24屆金曲獎 | 最佳台語專輯獎   | 《思念無罪》   | 喜歡唱片 | 提名 |
| 2013年 | 第24屆金曲獎 | 最佳台語女歌手獎 | 《思念無罪》   | 喜歡唱片 | 提名 |
| 2018年 | 第29屆金曲獎 | 最佳台語女歌手獎 | 《咱攏愛幸福》 | 華納音樂 | 提名 |

## 比賽經歷
- 1997年3月22日，三立影視《21世紀新人歌唱排行榜》校園組過關
- 綠色和平電台第三屆《綠色和平電台歌唱大賽》學生組冠軍
- 2012年6月，三立台灣台《超級紅人榜》偶像組過關

## 外部連結
- 吳申梅 GIGI WU的Facebook專頁
- 吳申梅Gigi Wu的Instagram帳戶